# Estação Ferroviária de Ceira

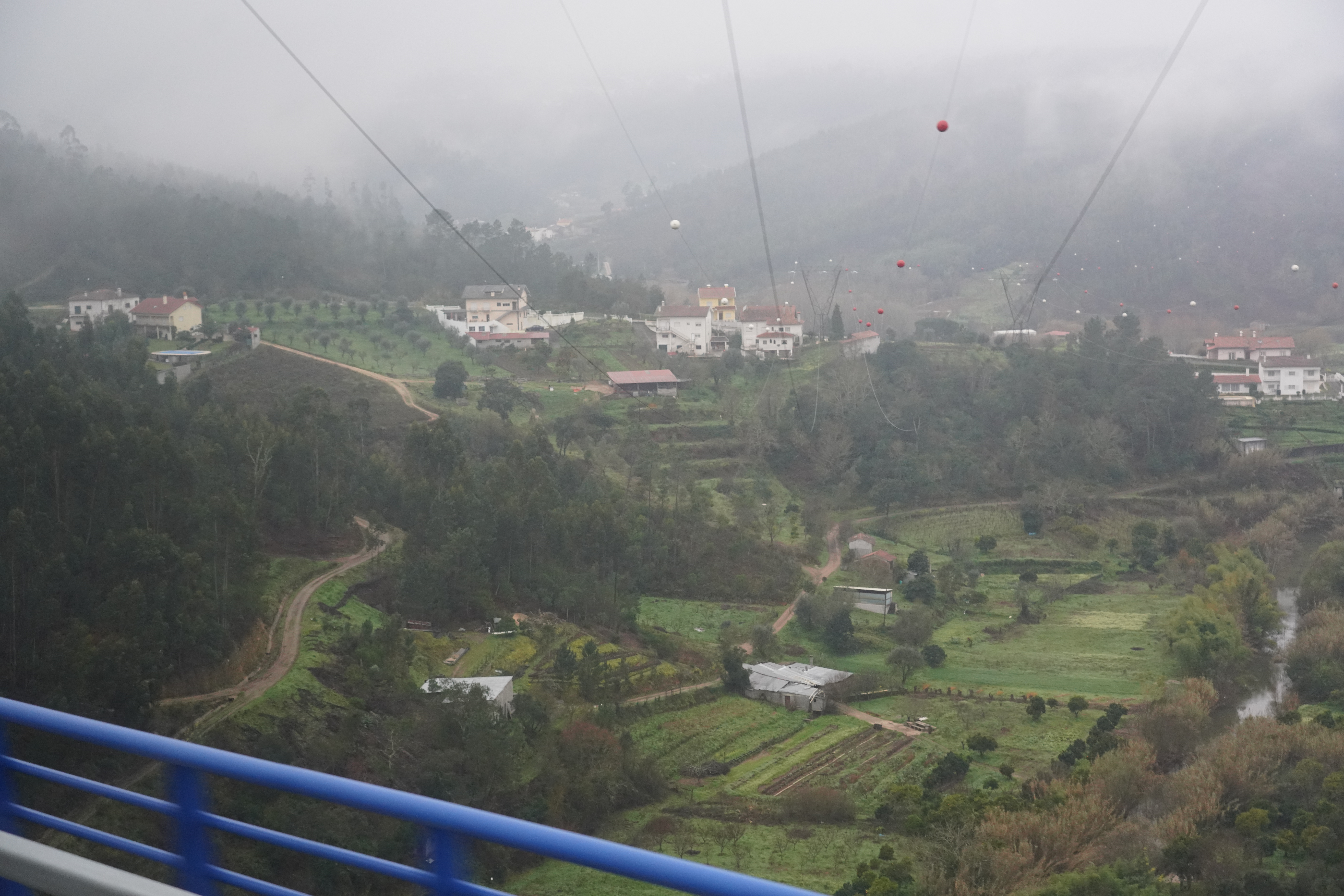
Panorâmica da área a sul de Sobral de Ceira, perto da estação, tomada da A13 em 2020, vendo-se o canal abandonado do Ramal da Lousã.

A Estação Ferroviária de Ceira é uma interface encerrada do Ramal da Lousã, que servia a vila de Ceira, no concelho de Coimbra, em Portugal.

## Descrição
O edifício de passageiros situava-se do lado nascente via (lado esquerdo do sentido ascendente, a Serpins).

## História

### Planeamento e inauguração
Durante o planeamento de uma linha entre Coimbra e a Covilhã, na década de 1860, o engenheiro Pedro Inácio Lopes defendeu um traçado que passava perto da foz do Rio Ceira, no percurso entre a Portela do Mondego e Miranda do Corvo.

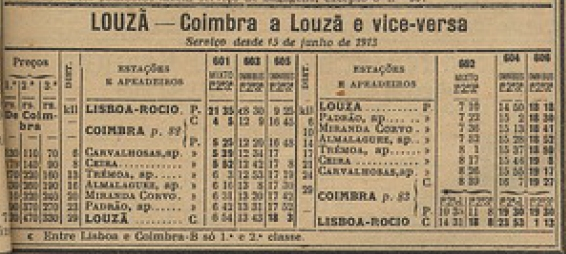
Horário do Ramal da Lousã em 1913, incluindo a estação de Ceira.

Esta estação encontrava-se no troço entre Coimbra e Lousã do Ramal da Lousã, que abriu à exploração no dia 16 de Dezembro de 1906, pela Companhia Real dos Caminhos de Ferro Portugueses.

### Século XXI
Em Fevereiro de 2009, a circulação no Ramal da Lousã foi temporariamente desactivada para a realização de obras, tendo os serviços sido substituídos por autocarros.

Em 4 de Janeiro de 2010, o troço de Coimbra-Parque a Miranda do Corvo foi encerrado, para a reconversão do sistema ferroviário num metro de superfície; durante o processo, foi instituído um serviço rodoviário de substituição. Já em 2007, o projeto apresentado para o Metro Mondego (entretanto nunca construído) preconizava a inclusão de Ceira como uma das 14 interfaces do Ramal da Lousã a manter como estação/paragem do novo sistema.